# Jemima J
Jemima J: Un roman despre rățuște urâte și lebede este un roman din anul 2000 scris de autoarea britanică Jane Green⁠(d).

## Rezumat
Jemima Jones este o colunistă isteață, cu inimă bună, dar autoironică, care lucrează pentru un mic ziar din Kilburn, Londra. La 98 de kilograme (217 de lire sterline), ea o invidiază pe colega sa subțire și glamurosă, Geraldine, și o disprețuiește pe cele două colege de apartament, la fel de subțiri, care adesea profită de natura ei bună în timp ce o batjocoresc pentru greutatea ei. Jemima este îndrăgostită de Ben, „machedonul” biroului, dar se simte prea jenată de felul în care arată pentru a se apropia de el. Când biroul ei primește în sfârșit acces la internet, Jemima începe să viziteze camere de chat și dezvoltă o relație la distanță cu un bărbat atrăgător, proprietar al unei săli de sport din Santa Monica, California, pe nume Brad. În același timp, Ben părăsește ziarul pentru o poziție la televiziune, lăsând-o pe Jemima cu o inimă frântă.
Pentru a-l uita pe Ben, Jemima se aruncă cu capul înainte în relația ei online cu Brad și își reinventează identitatea sub numele de „JJ”, o cititoare de știri atrăgătoare. Geraldine susține identitatea falsă punând fața lui Jemima pe o fotografie a unui model dintr-o revistă de fitness. După ce vede fotografia editată, Brad se îndrăgostește nebunește de „JJ” și o invită pe Jemima să-l viziteze. Jemima acceptă impulsiv invitația și ajunge să fie nevoită să piardă aproape 45 de kilograme (100 de livre) în puțin peste șase luni pentru a se potrivi cu imaginea „JJ”. Pe măsură ce Jemima slăbește, Geraldine își asumă rolul de zână bună, cumpărându-i Jemimei o garderobă complet nouă, colorându-i părul și învățând-o cum să folosească machiajul.
După ce a slăbit, Jemima zboară în California și îl întâlnește pe Brad, care o duce la casa lui impunătoare. În curând, însă, ea începe să-și dea seama că ea și Brad sunt incompatibili în aproape toate privințele, cu excepția aspectului fizic. Jobul lui Brad o lasă pe Jemima singură într-un oraș străin toată ziua. Jemima încearcă să se împrietenească cu Jenny, asistenta personală supraponderală și prea protectivă a lui Brad, dar este respinsă rece. Singură și deziluzionată, Jemima își distrage atenția prin exerciții fizice și ajunge rapid să devină periculos de subponderală. Ea ajunge la concluzia că noua ei obsesie pentru subțire este la fel de nesănătoasă ca obezitatea de dinainte și că obezitatea ei era o mască pentru insecuritățile de-o viață care încă mai sunt prezente, chiar dacă acum este subțire. În cele din urmă, se împrietenește cu Lauren, o altă englezoaică și jurnalistă care trăiește acum în Santa Monica, care, după ce află povestea lui Jemima, o avertizează că comportamentul lui Brad este suspect.
Cupa care a umplut paharul vine atunci când Jemima descoperă din întâmplare o mare colecție de pornografie cu fetișuri legate de obezitate, inclusiv fotografii explicit sexuale cu Jenny, în timp ce făcea curățenie în dormitorul lui Brad. Ea îl confruntă pe Brad, care mărturisește că a fost întotdeauna atras de femeile supraponderale și că el și Jenny sunt îndrăgostiți de când erau la liceu, dar că are nevoie de o iubită subțire și convențional atrăgătoare pentru a-și păstra aparențele într-o Santa Monica preocupată de frumusețe. Jemima, distrusă și furioasă din cauza trădării, îl părăsește, doar pentru a se găsi blocată în California pentru încă șase săptămâni, deoarece nu își poate permite să își schimbe biletul de avion după ce și-a cheltuit aproape toate economiile pentru a călători. Lauren o primește la ea și îi oferă un job temporar la un editor de reviste.
Din întâmplare, Jemima află că Ben a devenit o vedetă acasă și că, în acel moment, se află în Santa Monica pentru afaceri. Jemima se grăbește să se întâlnească cu el. Ben, care nu o mai văzuse pe Jemima de la transformarea ei, o recunoaște cu greu, dar cei doi își dau repede seama că sentimentele lor sunt mult mai adânci decât aparențele. Ei petrec o noapte pasională împreună. Ben trebuie să se întoarcă în Anglia a doua zi dimineață, dar promite să o sune imediat ce ajunge acasă. Jemima este devastată când apelul lui nu mai vine niciodată.
După mult mai multe săptămâni în California, Jemima reușește în sfârșit să găsească curajul să o sune pe Geraldine, care o ceartă pentru că nu a contactat-o mai devreme. Ben a pierdut numărul lui Jemima și, disperat să o contacteze, a apelat la Geraldine, dar Geraldine, care nu avea noul număr de telefon al lui Jemima, obținut prin Lauren, nu a putut să-l ajute. Între timp, într-un interviu pentru o revistă, Ben a mărturisit întregii țări că este îndrăgostit de Jemima.
Geraldine își asumă din nou rolul de zână bună, trimițându-i lui Jemima o copie a interviului lui Ben din revistă și un bilet de întoarcere acasă. Jemima se reunește cu Ben și cei doi încep o relație. Jemima este fericită, renunță la problemele legate de corpul ei și învață să se iubească pentru cine este.
Recenziile critice pentru Jemima J au fost mixte, revista People recomandându-l ca un „Pick” în rubrica lor „Picks and Pans”, descriindu-l drept o lectură „dulce și savuroasă”, în stilul Jurnalului lui Bridget Jones.Totuși, atât Kirkus Reviews, cât și Publishers Weekly au criticat scriitura și umorul, considerându-le slabe, dar au apreciat premisa neobișnuită a cărții și „răsturnările de situație captivante”. De asemenea, romanul a fost criticat pentru portretizarea negativă a problemelor legate de imaginea corporală și pentru descrierile nerealiste și periculoase ale dietei prin înfometare și ale rezultatelor acesteia.

## Continuare
Personajul Jemima reapare într-o nuvelă intitulată „Cat și Jemima J”, lansată în 2015. În această poveste, Jemima se împrietenește cu Cat, o femeie mai tânără care se luptă cu alcoolismul și o serie de relații eșuate, deși propriul final de basm al Jemimei s-a prăbușit în mod neașteptat. Nuvela servește drept introducere pentru romanul Summer Secrets al lui Jane Green, în care Cat este protagonista. Jemima însă nu apare în Summer Secrets.
În 2017, Green a declarat într-un interviu că lua în considerare scrierea unei continuări pentru Jemima J, dar că „mai sunt alte povești pe care trebuie să le spun înainte de a reveni la aceasta”.